# کشیشان
کشیشان (لهستانی: Kler) یک فیلم درام لهستانی به کارگردانی وویچیخ اسماژوفسکی است که در سال ۲۰۱۸ منتشر شد. این فیلم در جشنواره فیلم گدنیا برندهٔ ۶ جایزه شد.

## خلاصه داستان
فیلم دربارهٔ سه کشیش است که در جایی با هم ملاقات می‌کنند تا سالگرد واقعه‌ای را جشن بگیرند که می‌توانست به قیمت جانشان تمام شود. افکار و انگیزه‌های آنها برای خدمت به‌عنوان کشیش بسیار متفاوت است و به‌زودی هر یک از آنها باید با چالش‌های جدیدی روبرو شوند.

## گزیدهٔ بازیگران
- آرکادیوش یاکوبیک
- روبرت وینتسکیویچ
- یاتسک براچیاک
- یوانا کولیگ
- یانوش گایوس
- بارتوش بیلنیا
- آگنیشکا ماتیسیاک
- ایزابلا کونا
- ایوونا بیلسکا
- اُلگا بونچیک
- مارچین چارنیک
- بارتوئومیئی فیرلت
- بارتوئومیئی توپا
- آندژی دِسکور
- آندژی کونوپکا
- رافائو مور
- آنا گریتسویچ
- میروسواف هانیشفسکی
- کاتاژینا هرمان
- الژبیتا یاروشیک
- اِوا سِـروا
- ماگدالنا اسمالارا
- آنا شیمانچیک
- روبرت وابیخ
- هنریک تالار
- زبیگنیف والریش
- یولیا ویشینسکا
- ناتالیا شیکورا
- ماریوش زانیفسکی
- روبرت روگالسکی